# Йополис
Йополис — компания, которая занималась развитием «умных» городов, предоставляя жителям технологии для взаимодействия и реализации локальных проектов и полезных общественных инициатив.
Йополис разрабатывал онлайн и офлайн решения по устойчивому развитию территорий и вовлечению в этот процесс власти, бизнеса, общественных лидеров и жителей.

## История
Проект «Йополис» был инициирован в 2012 году российским бизнесменом Максимом Ноготковым (бывшим владельцем группы компаний  «Связной»).
Философия проекта была основана на созданной Владиславом Крейниным, гендиректором компании, концепции общества участия, в котором основной ценностью становится не потребление готового результата, а процесс участия в формировании этого результата.
До 2014 года Йополис работал исключительно на территории Российской Федерации. Но в 2014 году Йополис начинает реализации проектов по всему миру. Летом 2014 года запущена версия платформы на английском языке www.yopolis.com, ныне недоступна.
В июле 2014 года на платформе «Йополиса» запустилось общественно-политическое издание «Йод». Оно быстро возглавило рейтинги цитируемости городских СМИ. Вскоре проект сменил инвестора, команду и тематику.
По состоянию на 3 мая 2016 сайты www.yopolis.ru и www.yopolis.com недоступны, проект закрыт.

## Реализованные проекты
1. В рамках программы «Социальное партнерство во имя развития» жители Красноярского края распределели гранты на социальные проекты[5].
2. Компания РУСАЛ распределила через голосование жителей на Йополисе свои социальные гранты в рамках программы «РУСАЛ — территория развития»[6].
3. Администрация Сыктывкара реализовала на Йополисе проект «Городские легенды». В рамках проекта жители города предложили более ста идей по благоустройству столицы региона и установке новых памятников и скульптур. По итогам голосования жителей на Йополисе 11 заявок, набравших больше всего голосов, получили средства на реализацию[7].
4. Йополис стал одним из соорганизаторов фестиваля благотворительных фондов «Добрая Москва», прошедшего в рамхах Дня города[8][9].
5. В сентябре 2014 года на Йопослисе состоялись выборы в Общественную палату Ульяновской области[10].